# Sole (film, 1929)

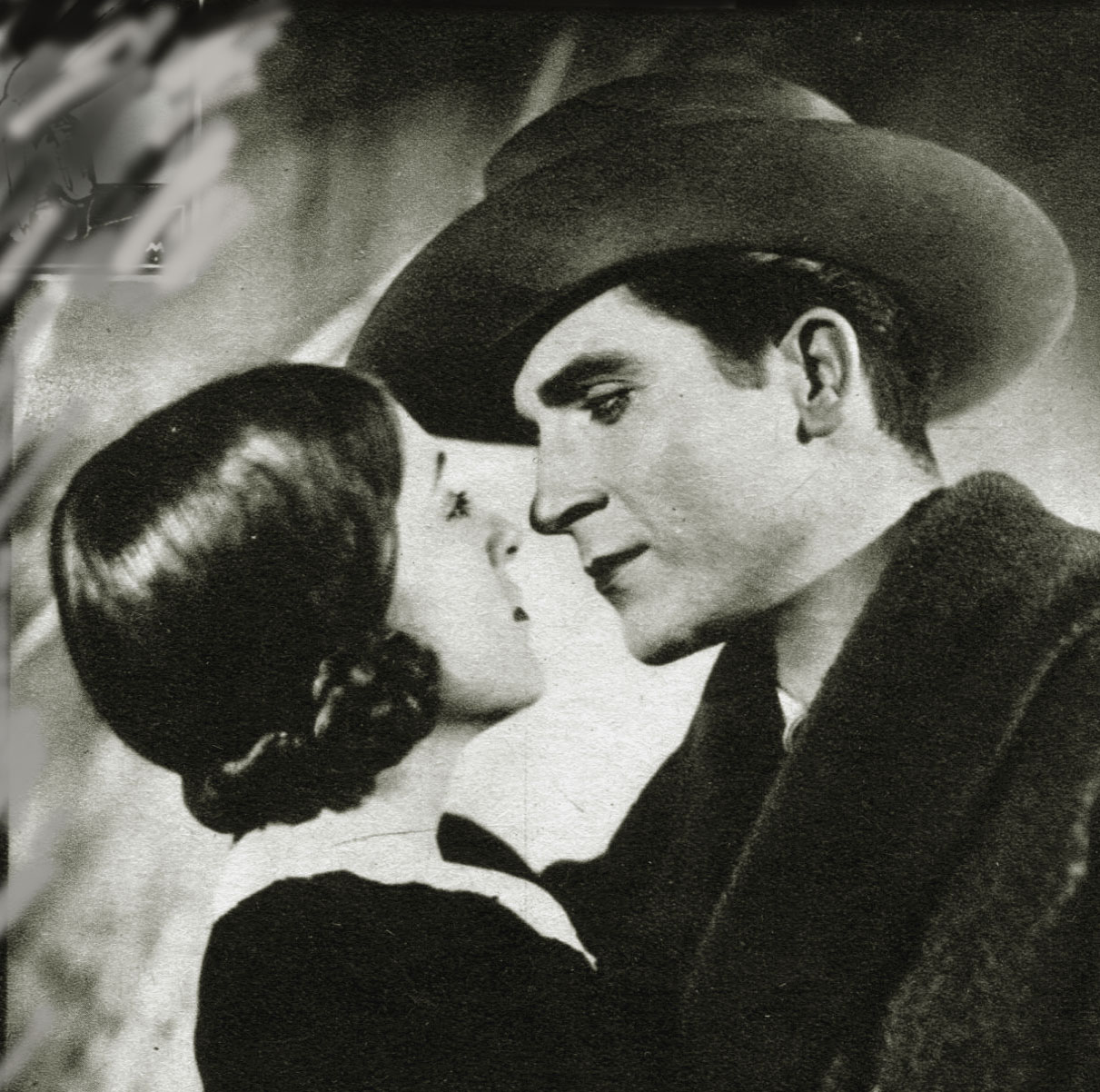
Dria Paola et Marcello Spada dans une scène du film

Sole (en français : Soleil) est un film italien réalisé par Alessandro Blasetti et sorti en 1929.

## Synopsis
Chronique romancée de l'assèchement de la zone marécageuse des Marais pontins, sous le règne de Mussolini. L'ingénieur Rinaldi doit affronter des paysans opposés à toute bonification. Lorsque Marco, le chef de ce groupe, est atteint de la malaria, Rinaldi lui vient en aide. Une amitié, basée sur d'anciens souvenirs, se noue entre les deux hommes. De plus, Rinaldi et la fille de Marco vivent une idylle amoureuse...

## Fiche technique
- Titre du film : Sole
- Réalisation et montage : Alessandro Blasetti
- Scénario : Aldo Vergano, A. Blasetti
- Assistants réalisateur : Goffredo Alessandrini, Marcello Caracciolo
- Photographie : Giuseppe Caracciolo, Carlo Montuori, Giorgio Orsini, Giulio De Luca - Noir et Blanc
- Décors : Gastone Medin
- Son : Film muet
- Accompagnement musical : Mario De Risi
- Production : S.A. Augustus (Rome)
- Durée : 91 minutes
- Pays de production :  Royaume d'Italie
- Visa de censure : juin 1929
- Sortie : octobre 1929

## Distribution
- Marcello Spada : l'ingénieur Rinaldi
- Vasco Creti : Marco
- Dria Paola : Giovanna
- Lia Bosco : Barbara
- Vittorio Vaser (it) : Silvestro
- Aldo Vergano : un paysan

## Commentaire
- Depuis 1927, Alessandro Blasetti, directeur de la revue Cinematografo, sollicite la création d'une coopérative pour la réalisation d'un film destiné à favoriser la renaissance du cinéma italien. Il le fait, en outre, au nom de « l'esprit de l'Italie fasciste ». « Grâce à l'appui de ses amis, grâce au succès rencontré auprès du public, grâce aussi au soutien des milieux politiques »[1] l'Augustus, société de "Production et d'exploitation de films italiens" peut voir le jour et, du coup, enfanter Sole.
- « Dans sa substance, Sole est une œuvre de propagande destinée à célébrer la politique agricole du régime fasciste, mais elle s'en détache par son lyrisme, son sens épique et sa représentation réaliste du labeur des hommes contre une terre ingrate. Dès ce premier film, Blasetti devient (...) l'homme capable de faire rayonner la production italienne » de cette époque, écrit Jean-A. Gili[2].